# Pete Sessions
Pour les articles homonymes, voir Sessions.
Peter Anderson Sessions dit Pete Sessions, né le 22 mars 1955 à Waco (Texas), est un homme politique américain. Membre du Parti républicain, il est élu du Texas à la Chambre des représentants des États-Unis de 1997 à 2019, et depuis 2021.

## Biographie

### Carrière professionnelle et famille
Originaire de Waco, Pete Sessions sort diplômé de l'université Southwestern en 1978. Il travaille ensuite à la Southwestern Bell Telephone Company (en) pendant seize ans.
Il se sépare en juillet 2011 de sa première épouse, Juanita, avec qui il est resté marié 27 ans et a eu deux enfants. En août 2012, il épouse en secondes noces Karen Diebel.

### Élections à la Chambre des représentants
Il se présente en 1991 à la Chambre des représentants des États-Unis lors d'une élection partielle. Rassemblant 9,4 % des voix, il n'arrive qu'en troisième position du premier tour. Sam Johnson remporte le second tour et est élu représentant du 3e district du Texas. En 1994, il est candidat dans le 5e district face au démocrate sortant John Bryant (en). Il est battu par Bryant qui rassemble 50,1 % des suffrages contre 47,3 % pour Sessions.
Deux ans plus tard, il est élu représentant avec 53,1 % des voix face au démocrate John Pouland. Bryant n'était pas candidat à un nouveau mandat. Pete Sessions est réélu en 1998 et 2000 avec environ 55 % des suffrages.

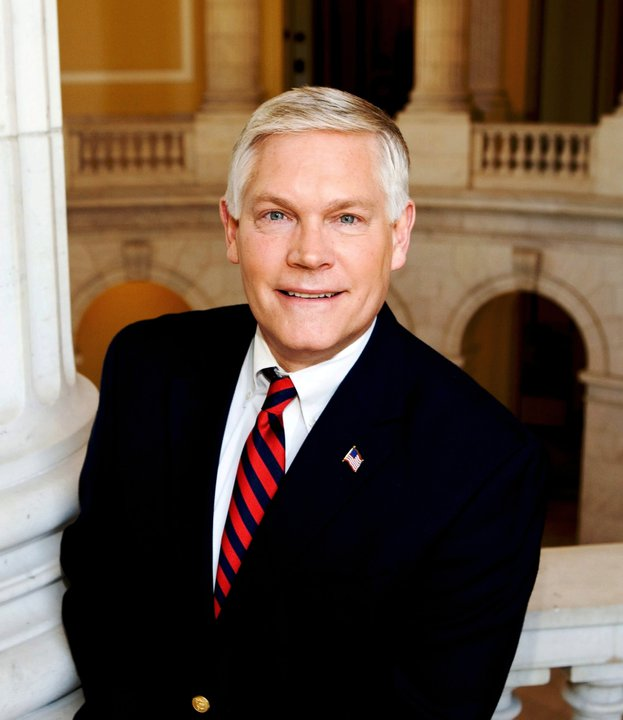
Pete Sessions au Congrès en 2011.

Après un redécoupage des circonscriptions, il est candidat à sa réélection en 2002 dans le 32e district, nouvellement créé. Il est largement élu avec 67,8 % des voix. Un nouveau redécoupage a lieu l'année suivante. Sessions affronte en 2004 le démocrate Martin Frost (en), représentant depuis 1988. Le nouveau district accueille davantage de banlieues favorables aux républicains que de secteurs hispaniques ou afro-américains, favorables à Frost. L'élection est la plus chère du pays avec 6,6 millions de dollars dépensés. Sessions bat Frost avec 54,3 % des suffrages. De 2006 à 2012, il est réélu tous les deux ans avec des scores compris entre 56 % et 63 % des voix. Lors de la primaire républicaine de 2014, il bat la candidate du Tea Party Katrina Pierson (en) avec 63,6 % des suffrages. Il remporte l'élection générale avec 61,8 % des voix.
S'il est réélu avec 71 % des voix en 2016, Hillary Clinton remporte son district de la banlieue de Dallas lors de l'élection présidentielle. Les démocrates pensent alors avoir une chance de battre Sessions lors des élections de élections de 2018. Il affronte le démocrate Colin Allred, qui l'attaque pour son vote en faveur de l'abrogation du Patient Protection and Affordable Care Act (ou Obamacare). Sessions met en avant sa contre-proposition de réforme en matière de santé et vante ses votes pour une baisse des impôts et sur l'immigration. Malgré son important réseau de donateur, Sessions voit Allred lever davantage de fonds pour sa campagne. Il reçoit le soutien du vice-président Mike Pence, qui vient faire campagne à ses côtés à Dallas. Alors que les démocrates reprennent le contrôle de la Chambre des représentants Sessions est finalement battu par Allred, ne rassemblant que 45,9 % des voix contre 52,2 % pour le démocrate.
Sessions est à nouveau candidat lors des élections de 2020, mais il se présente dans le 17e district, une circonscription favorable aux républicains s'étendant de Waco à Bryan-College Station (à 150 kilomètres de son ancien siège). Il arrive en tête du premier tour de la primaire républicaine avec 32 % des suffrages, puis remporte le second tour avec 54 % des voix face à Renee Swann.

### Rôle au Congrès
Sessions est considéré comme l'un des principaux artisans de la vague républicaine lors des élections de 2010, qui voient les républicains prendre 63 sièges aux démocrates. À la tête du National Republican Congressional Committee (en), il recrute des candidats républicains pour se présenter face à des présidents de commissions ou d'autres élus alors jugés imbattables. Nombre de ces élus finissent par se retirer ou sont battus au mois de novembre.
Du 113e au 115e congrès Sessions préside la commission sur les règles de la Chambre, qui décide si un texte de loi pourra être présenté en assemblée plénière ou non. Cette position stratégique lui permet d'avoir une relation proche avec les donateurs du Parti républicain. À cette position, il permet notamment le rejet de tous les textes visant à légaliser le cannabis aux États-Unis. Après la démission de John Boehner de la présidence de la Chambre des représentants, il envisage de se présenter au poste si Paul Ryan n'est pas candidat. Ryan choisit cependant de se présenter et est élu speaker.
Fin 2019, son nom est évoqué à plusieurs reprises dans l'affaire ukrainienne, notamment pour ses liens avec les hommes d'affaires Igor Fruman et Lev Parnas et pour son rôle dans l'éviction de l'ambassadrice en Ukraine Marie Yovanovitch. Si les deux hommes d'affaires sont arrêtés pour des dons illégaux à la campagne de Sessions, ce dernier estime n'avoir rien à se reprocher et coopérer avec les autorités.

## Positions politiques
Il soutient Jeb Bush lors des primaires présidentielles républicaines de 2016, mais ne manque pas de critiquer sa campagne.